# طوفان‌های ذهنی لگو
طوفان‌های ذهنی لگو یک ساختار سخت افزاری و نرم‌افزاری است که توسط لگو برای توسعه ربات های قابل برنامه ریزی بر اساس بلوک های سازنده لگو تولید شده است . هر نسخه از سیستم شامل آجر لگو رایانه ای است که سیستم را کنترل می کند ، مجموعه ای از سنسورها و موتورهای مدولار و قطعات لگو از خط فنی برای ایجاد سیستم های مکانیکی.
از زمان ایجاد ، پنج نسل از سیستم عامل طوفان های ذهنی وجود داشته است: سیستم اصلی اختراع رباتیک ، کیت NXT ، NXT 2.0 ، EV3 و ربات مخترع. با هر بار انتشار پلت فرم ، قابلیت های موتور و سنسور گسترش می یابد. سیستم قبلی طوفان های ذهنی EV3 ، در تاریخ 1 سپتامبر 2013 منتشر شد. برخی از مسابقات ربات ها از این مجموعه استفاده می کنند ، مانند اولین لیگ لگو و المپیاد جهانی ربات .

## تاریخ
سیستم اصلی اختراع رباتیک طوفان های ذهنیلوگو در نتیجه همکاری بین انستیتوی فناوری ماساچوست (MIT) و گروه لگو به وجود آمد. در سال 1985 ، کیلد کرک کریستینسن ، مدیر ارشد اجرایی (مدیر عامل) گروه لگو ، در مورد کار سیمور پاپرت از دانشگاه MIT شنید و تحت تأثیر قرار گرفت که اهداف وی از یادگیری از طریق ساخت و ساز با اهداف بخش آموزشی تازه تاسیس گروه لگو مشابه بود. . گروه لگو با تأمین بودجه تحقیقات آنها و به اشتراک گذاشتن ایده ها ، همکاری خود را با آزمایشگاه رسانه ای پاپرت آغاز کرد. : 14   از این همکاری (و کار گروه معرفت شناسی و یادگیری پاپرت و همکار میتچل رزنیک) ایده این بود که کودکان از زبان برنامه نویسی لوگو برای فرمان دادن به ربات های آجری لگو با طراحی خاص خود به رایانه استفاده کنند. در سال 1988 ، آزمایشگاه رسانه یک کامپیوتر سازگار با آجر لگو ایجاد کرد که می تواند برای کنترل یک ربات بدون اتصال به رایانه رومیزی مورد استفاده قرار گیرد.  علاقه‌مندی در گروه لگو وجود داشت که به محض رواج رایانه های شخصی ، این رایانه سازگار با آجر را تجاری کنند و در سال 1996 ، گروه لگو شروع به توسعه این رایانه به عنوان سیستم اختراع رباتیک کرد. : 25 
در سال 1996 ، بخش تازه آموزش خانگی آموزش لگو ، توسعه "آجر خاکستری" آزمایشگاه رسانه را به یک محصول رسمی آغاز کرد.  در همان زمان ، آزمایشگاه رسانه در حال کار با گروه معرفت شناسی و گروه یادگیری برای تهیه نسخه ای از "آجر خاکستری" به طور خاص برای دستورالعمل های کلاس بود و همکاری بین این سه سازمان منجر به ایجاد دو نسخه جداگانه از رایانه آجری شد: رباتیک گروه لگو جستجوگر(RCX) و آزمایشگاه رسانه "آجر قرمز" را فرماندهی کنید. نمایشگرهای کریستال مایع (LCD) که این دو آجر به اشتراک می گذارند به طور مشخص توسط معلمان مصاحبه شده توسط گروه معرفت شناسی و تحقیقات ، به منظور بازخوانی وضعیت موتورها یا سنسورها در زمان واقعی درخواست شده است. : 18   هر دو آجر همچنین برنامه هایی را ایجاد کرده اند که از طریق استفاده از برنامه نویسی بصری ایجاد شده‌اند ، RCX با استفاده از یک نرم‌افزار کدگذاری مبتنی بر لوگو بلوک میکند MIT. تیم توسعه پروژه طوفان های ذهنی پس از اینکه برای مخاطبان بسیار پیچیده بود (پسران 10-14 ساله : 26  ) که باعث شد آنها تاریخ اصلی راه اندازی 1997 را از دست دهند ، مجبور به توسعه دوباره این زبان شدند. لگو لگو طوفان های ذهنی 'سیستم اختراع رباتیک 1.0 در سپتامبر 1998 منتشر شد. 

## طوفان قبل از ذهن
پیش از طوفان های ذهنی ، لگو قبلاً آزمایش‌هایی را با مجموعه های رباتیک انجام داده بود. یکی از پایه های اصلی این مجموعه ها سیستم لگو تکنیک و 4.5 بود V و بعد از آن 9 سیستم V برای وسایل جانبی الکتریکی که از دهه 1980 در حال تکامل بودند.

### رابط های رایانه ای
یکی از اولین نمونه های لگو قابل برنامه ریزی ، آداپتور لگو رابط-A بود که برای سیستم آموزشی فقط لگو داکتا TC-لگو استفاده می شد. این مجموعه ها از اواسط اواخر دهه 1980 یک رابط سخت افزاری اختصاصی را برای کنترل لگو فنی4.5 فراهم کردند سیستم V با استفاده از کامپیوتر ، و برای اولین بار سنسورهای برقی لگو را معرفی کرد. این رابط از طریق IBM-PC یا Apple-IIe با استفاده از نسخه خاصی از لوگو ، یک زبان برنامه نویسی ساده طراحی شده برای استفاده در آموزش کودکان کنترل می شود. در اواسط دهه 1990 ، آزمایشگاه کنترل لگو داکتا به عنوان پیگیری برای لگو 9 منتشر شد سیستم V ، به جای کارت رابط سخت افزاری سفارشی ، از یک درگاه سریال استاندارد استفاده می کند. این حرکت 9 جدید را نیز معرفی کرد سنسورهای V که بعداً به یکی از اجزای اصلی مجموعه های طوفان های ذهنی نسل اول تبدیل می شوند. شایان ذکر است که آزمایشگاه کنترل دارای درگاه های اختصاصی برای حسگرهای فعال و غیرفعال بود ، در حالی که محصولات بعدی مانند نسل اول طوفان های ذهنی پشتیبانی از هر دو نوع را در همان درگاه ها فراهم می کردند.

### مرکز کنترل فنی
مرکز کنترل (1990) اولین محصول مستقل قابل برنامه ریزی لگو به معنای توانایی ذخیره برنامه های مبتنی بر توالی و اجرای آنها بود. این دستگاه دارای سه پورت خروجی و کنترل دستی بود و فقط قادر به ذخیره توالی های خطی ورودی دستی به علاوه اطلاعات زمان بندی بود. این می تواند حداکثر دو برنامه را همزمان ذخیره کند.
از کنترل های دستی می توان برای کنترل مستقل سه موتور استفاده کرد. ضبط برنامه کنترل کننده باید در حالت برنامه نویسی قرار گیرد و سپس هر کنترل دستی در برنامه ضبط می شود. مکث ها همچنین می توانند در یک برنامه گنجانده شوند. هنگامی که ضبط انجام شد ، کنترل کننده می تواند هرگونه عملکرد دستی انجام شده در هنگام ضبط را با موفقیت فراخوانی و اجرا کند. برنامه اجرا می تواند به صورت حلقه ای بی نهایت تنظیم شود.

### مدیر سایبر

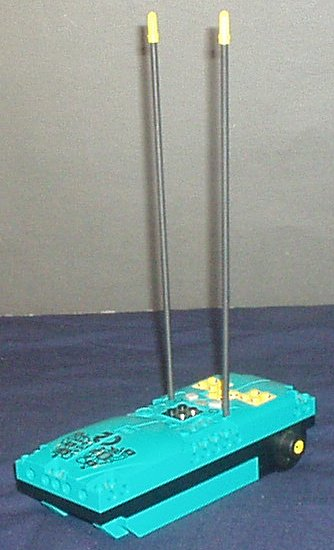
لگو سایبرمستر

مدیر سایبر عمدتاً در اروپا و استرالیا / نیوزیلند فروخته می شد و برای مدت کوتاهی از طریق مجلات باشگاه لگو در ایالات متحده در دسترس بود. این هدف برای مخاطبان مسن تر به عنوان تلاش اولیه ادغام با رباتیک و لگو بود.
این آجر دارای ویژگی های بسیاری به خصوص نرم‌افزاری با RCX است اما از لحاظ مشخصات ظاهری و مشخصات فنی متفاوت است: یک خروجی (به علاوه دو داخلی) و چهار سنسور.
- از RF ( باند R / C 27مگاهرتز) به جای IR برای برقراری ارتباط استفاده می کند .
- این دو ساخته شده در موتور یکپارچه سرعت سنج و سرعت، شتاب .
- محدود به سنسورهای غیرفعال ( A / D ساده با مقاومت های کششی داخلی) است.
- سنسورهایی که با آن حمل می شوند ، کدگذاری شده و دارای مقاومت داخلی در حالت باز هستند (به آجر اجازه می دهد حس کند که کدام سنسور به کدام پورت متصل است).
- این یک سیستم عامل ثابت است (بنابراین نمی توان آن را ارتقا یا جایگزین کرد).
- دارای RAM محدود برای برنامه ها (395 بایت)[نیازمند شفاف‌سازی] و فقط یک شیار برنامه است.

علی رغم محدودیت های آشکار ، دارای مزایای زیادی نسبت به "برادر بزرگ" خود ، RCX است.
- پیوند RF دامنه بیشتری دارد و همه جهته است.
- سنسورهای تاکومتر و سرعت سنج داخلی در موتورهای داخلی عملکردی مشابه سنسور چرخش خارجی RCX را فراهم می کند ، اما بدون استفاده از پورت های سنسور.

این امر آن را برای سیستم عامل های مختلف تلفن همراه و انجام کارهای پیشرفته حرکت / موقعیت یابی بسیار مفید می کند.
این پروتکل همان RCX است اما نمی‌تواند مستقیماً با آن ارتباط برقرار کند (به دلیل IR در برابر RF) اما با یک تکرار کننده (یک کامپیوتر با 2 پورت سریال و یک برنامه ساده) آنها می توانند به طور غیر مستقیم ارتباط برقرار کنند.

### کد خلبان
به عنوان بخشی از کیت بارکد کامیون فروخته می شود. این واحد اولین آجر قابل برنامه ریزی (یا آجر) بود. از ویژگی های آن می توان به یک موتور تک ، یک سنسور لمسی و یک سنسور نور اشاره کرد. با تنظیم آن برای "یادگیری" و استفاده از حسگر نور برای تغذیه دستورها بارکد ، برنامه ریزی می شود. مجموعه دستورها بسیار محدود است. از آنجا که بارکد فقط یک سری واریانس در نور است ، این فرم از ورود به فرمان VLL (پیوند نور بصری) لقب گرفت و در چندین مدل بعدی لگو استفاده شده است.

## مجموعه کشف رباتیک و کیت توسعه دهنده خوانده/ کنار دریا
مجموعه کشف رباتیک بسته ارزانتر و ساده تری نسبت به مجموعه اختراع رباتیک بود. به جای اینکه براساس RCX ساخته شود ، آجر قابل برنامه ریزی خاص خود به نام Scout داشت. نسخه ساده تر دیده بانی نیز در دو مجموعه طوفان های ذهنی با مضمون جنگ ستارگان ارائه می شود.

### دیده بانی
لگو همچنین یک رایانه آبی به نام دیده بانی منتشر کرده است که دارای 2 پورت سنسور ، 2 پورت موتور (به علاوه یک عدد اضافی در صورت اتصال با دیده بانی کوچک با استفاده از کابل فیبر نوری ) و یک حسگر نور داخلی ، اما بدون رابط کامپیوتر. همراه با مجموعه کشف رباتیک. دیده بانی را می توان از مجموعه ای از ترکیب برنامه های داخلی برنامه ریزی کرد. برای برنامه ریزی دیده بانی، یک کاربر باید "قدرت قدرت" را روی آن فعال کند. دیده بانی می تواند یک برنامه را ذخیره کند.
دیده بانی بر اساس میکروکنترلر توشیبا با 32 ساخته شده است KB رام و 1 KB حافظه RAM ، جایی که حدود 400 بایت برای برنامه های کاربر در دسترس است. به دلیل مقدار بسیار محدود RAM ، بسیاری از زیرروالهای از پیش تعریف شده در ROM ارائه شده است. دیده بانی فقط از سنسورهای خارجی غیرفعال پشتیبانی می کند ، به این معنی که فقط می توان از حسگرهای لمسی ، دما و سایر نیروگاه ها استفاده کرد. مبدل های آنالوگ به دیجیتال استفاده شده در دیده بانی در مقایسه با مبدل های 10 بیتی RCX تنها دارای رزولوشن 8 بیت هستند. 
طرحی برای لگو در نظر گرفته شد که یک مجموعه تقویت کننده ایجاد کند ککه به شما امکان می دهد دیده بانی را از طریق رایانه با نرم‌افزاری مانند کد RCX برنامه ریزی کنید. اما به دلیل پیچیدگی های این پروژه ، این پروژه رها شد.
RCX می تواند آجر دیده بانی را با استفاده از بلوک برنامه "ارسال پیام IR" کنترل کند. RCX تمام کنترل ها را انجام می دهد ، بنابراین می توان با کامپیوتر برنامه ریزی کرد ، در حالی که دیده بانی دستورها را می پذیرد. آجر دیده بانی باید تمام گزینه های خود را روی "خاموش" تنظیم کند.

### خرد پیشاهنگی
خرد پیشاهنگی به عنوان یک سطح ورودی به رباتیک لگو اضافه شد. این یک آجر بسیار محدود است که دارای یک سنسور نور داخلی و یک موتور داخلی است. این برنامه هفت برنامه داخلی دارد و با استفاده از VLL توسط واحد دیده بانی، اسپایوتیک ها یا RCX قابل کنترل است. خرد پیشاهنگی نیز مانند دیده بانی مبتنی بر میکروکنترلر توشیبا است .
این واحد به عنوان بخشی از کیت توسعه دهنده خوانده(دارای R2-D2 ) و بعداً کیت توسعه دهنده کنار دریا (دارای AT-AT امپراتوری واکر ) فروخته شد.

## سیستم اختراع رباتیک
هسته اصلی مجموعه های نسل اول طوفان های ذهنی مجموعه های سیستم اختراع رباتیک بود. اینها بر اساس آجر RCX (فرمانده رباتیک جستوچوگر) و 9 ساخته شده بودند لوازم جانبی V لگو فنی در آن زمان موجود است. همچنین شامل سه حسگر لمسی و یک حسگر نوری است که از فناوری قبلی 9 استفاده می کند سنسورهای V از مجموعه قبل از طوفان های ذهنی.

### RCX

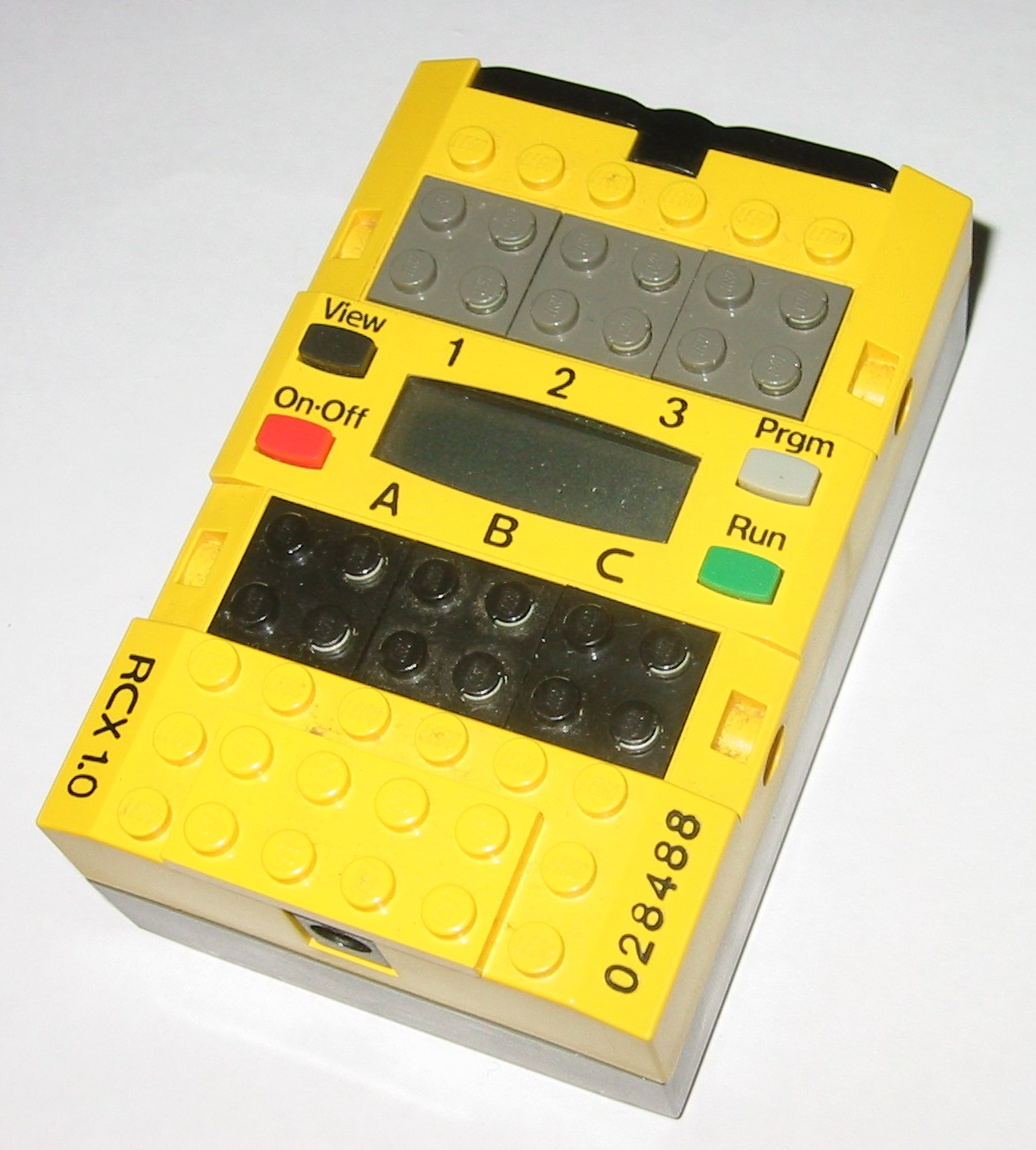
آجر قابل برنامه ریزی نسل اول RCX

RCX بر اساس میکروکنترلر تک بیتی رنساس H8 / 300 شامل 32 ساخته شده است KB رام برای توابع سطح پایین IO ، همراه با 32 KB حافظه RAM برای ذخیره میان افزار و برنامه های کاربر سطح بالا. RCX با بارگذاری برنامه ای با استفاده از یک رابط مادون قرمز اختصاصی برنامه ریزی می شود. پس از بارگذاری برنامه توسط کاربر ، RCX می تواند بدون نیاز به دسترسی به رایانه ، آن را به تنهایی اجرا کند. برنامه ها ممکن است از سه پورت ورودی سنسور و سه پورت 9 استفاده کنند پورت های خروجی V علاوه بر رابط IR ، چندین آجر RCX را قادر به برقراری ارتباط می کند. یک LCD داخلی می تواند سطح باتری ، وضعیت پورت های ورودی / خروجی ، کدام برنامه را انتخاب یا اجرا کند و سایر اطلاعات را نشان دهد. 
آجرهای نسخه 1.0 RCX به جای فقط باتری ها از یک جک آداپتور برق برخوردار هستند. در نسخه 2.0 (و همچنین 1.0 نسخه های بعدی موجود در RIS 1.5) ، جک آداپتور برق برداشته شد. آجرهای RCX مجهز به آداپتور برق برای پروژه های رباتیک ثابت (مانند بازوهای ربات) یا کنترل قطارهای مدل لگو محبوب بودند. در شرایط اخیر ، RCX ممکن است با نرم‌افزار کنترل فرمان دیجیتال (DCC) برای کار با چندین قطار سیمی برنامه ریزی شده باشد.
رابط IR در RCX قادر است با ربات های جاسوسی ،آجر پیشاهنگی ، قطارهای لگو و NXT ارتباط برقرار کند (با استفاده از سنسور لینک مادون قرمز شخص ثالث). فرکانس حامل گیرنده IR RCX 1.0 38.5 است کیلوهرتز ، در حالی که فرکانس حامل RCX 2.0 IR 76 است کیلوهرتز هر دو نسخه می توانند از هر دو فرکانس منتقل کنند. RCX با استفاده از برج IR درگاه سریال یا USB با کامپیوتر ارتباط برقرار می کند. با قطع شدن RCX ، پشتیبانی از رابط کاربری در سیستم عامل های جدیدتر از ویندوز XP محدود است.
تمام نسخه های RCX روی آن شماره منحصر به فردی چاپ شده است که می تواند در وب سایت لگو طوفانهای ذهنی RCX که اکنون از کار افتاده است ، ثبت شود. این برای به دست آوردن پشتیبانی فنی لازم بود. اولین RCX تولید شده "000001" است و در رویداد 10th طوفان های ذهنی به نمایش در آمد. 

### بسته های انبساط
شش بسته الحاقی برای سیستم اختراع رباتیک ساخته شد. بیشتر مجموعه های گسترش شامل بخشها و دستورالعمل های بیشتری است ، در حالی که سایر مجموعه های توسعه دهنده بلندپروازانه تر بودند. این مجموعه ها شامل:
- ربات های ورزشی
- موجودات افراطی
- مجموعه لوازم جانبی نهایی
- فرماندهی چشم انداز
- اکتشاف مریخ
- مجموعه سازندگان نهایی

مجموعه های قابل توجه شامل مجموعه لوازم جانبی نهایی ، شامل سنسورهای بیشتر و کنترل از راه دور IR برای ارسال دستورها به RCX. مجموعه قابل توجه دیگر ، فرماندهی چشم انداز ، با یک دوربین لگو و یک نرم‌افزار اختصاصی ارائه شد. این نرم‌افزار قادر به تشخیص نور ، حرکت و رنگ های مختلف بود.

## طوفان‌های ذهنی لگو NXT
طوفان های فکری لگو NXT یک کیت قابل برنامه ریزی رباتیک بود که در ژوئیه 2006 توسط لگو منتشر شد و جایگزین کیت نسل اول طوفان های ذهنی لگو شد.  این کیت از 577 قطعه تشکیل شده است که شامل: 3 سرو موتور ، 4 سنسور ( اولتراسونیک ، صدا ، لمس و نور ) ، 7 کابل اتصال ، کابل رابط USB و آجر هوشمند NXT است. آجر هوشمند "مغز" یک ماشین طوفان های ذهنی است. به ربات اجازه می دهد تا به طور مستقل عملیات مختلفی را انجام دهد. این کیت همچنین شامل NXT-G ، یک محیط برنامه نویسی گرافیکی است که ایجاد و بارگیری برنامه ها را به NXT امکان پذیر می کند. این نرم‌افزار همچنین برای 4 ربات دستورالعمل دارد. آلفا رکس (انسان نما) ، Tri-Bot (اتومبیل) ، Robo-Arm T-56 (بازوی رباتیک) و اسپایک (عقرب)

### نسخه آموزشی طوفان های ذهنی NXT
این نسخه آموزشی مجموعه NXT از لگو آموزش است که برای استفاده در مدرسه ساخته شده است. نرم‌افزار به طور جداگانه فروخته شد (اما اکنون می توانید به‌صورت رایگان بارگیری کنید ) ، و مجموعه آموزش منابع برای بهترین استفاده. این شامل یک سنسور نور ، یک سنسور اولتراسونیک ، یک سنسور صدا ، سه لامپ و یک جفت سنسور لمسی است. مجموعه اول از حدود 400 قطعه و مجموعه اضافی از حدود 600 قطعه تشکیل شده است. نسخه آموزش بیشتر برای کسانی که نسخه های قدیمی مجموعه طوفان های ذهنی را در اطراف خود دارند ، بیشتر به لطف سه کابل مبدل مناسب است.

## لگو طوفان‌های ذهنی NXT 2.0
لگو طوفان های ذهنی NXT 2.0 در 5 اوت 2009 راه اندازی شد. این شامل 619 قطعه (شامل سنسورها و موتورها) ، دو سنسور لمسی ، یک حسگر اولتراسونیک و یک سنسور رنگی جدید است. NXT 2.0 از عملیات شناور استفاده می کند در حالی که نسخه های قبلی از عملکرد عدد صحیح استفاده می کنند.  قیمت این کیت حدود 280 دلار آمریکا است.

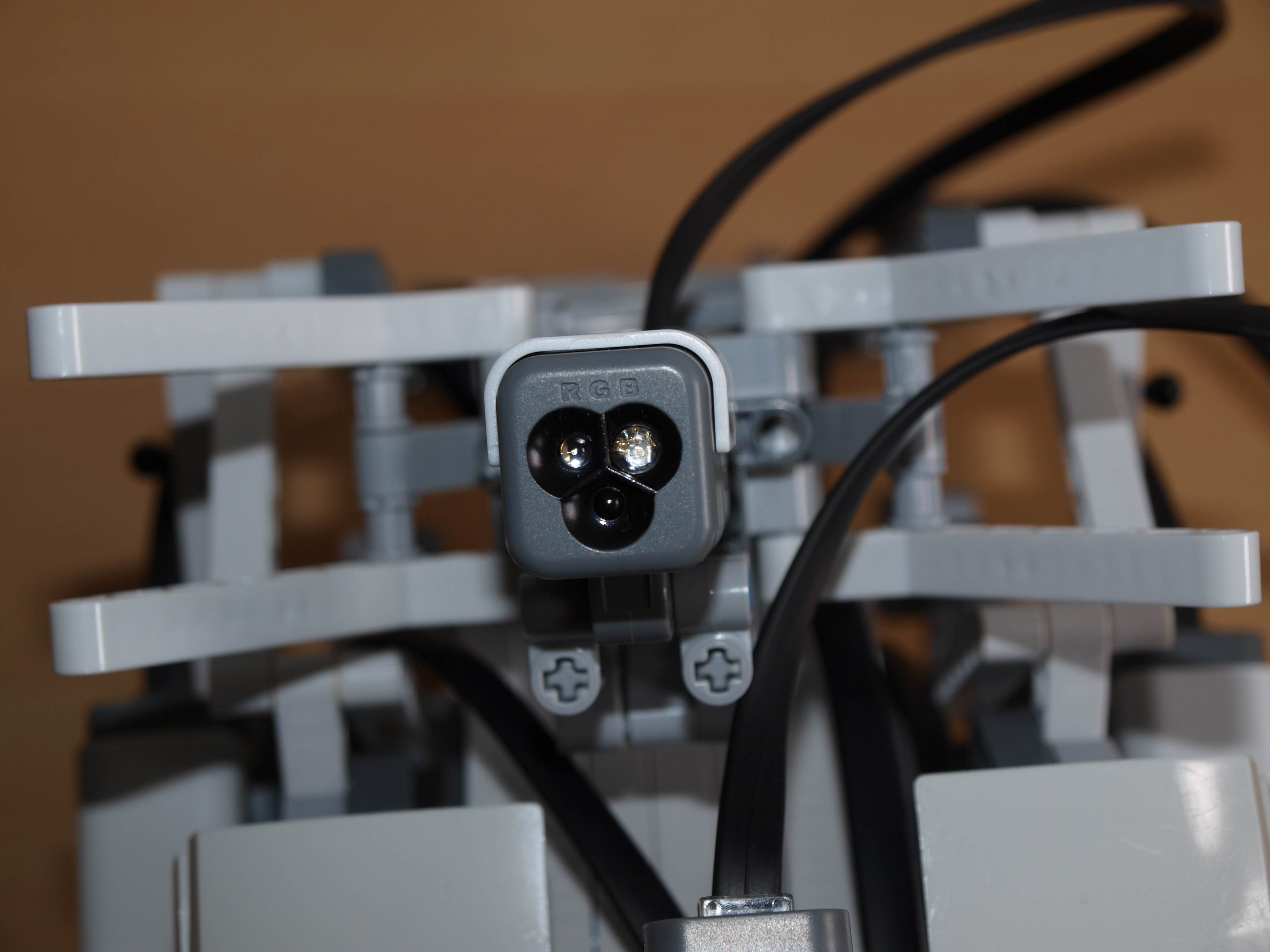
سنسور رنگی طوفان های ذهنی

## لگو طوفان‌های ذهنی EV3

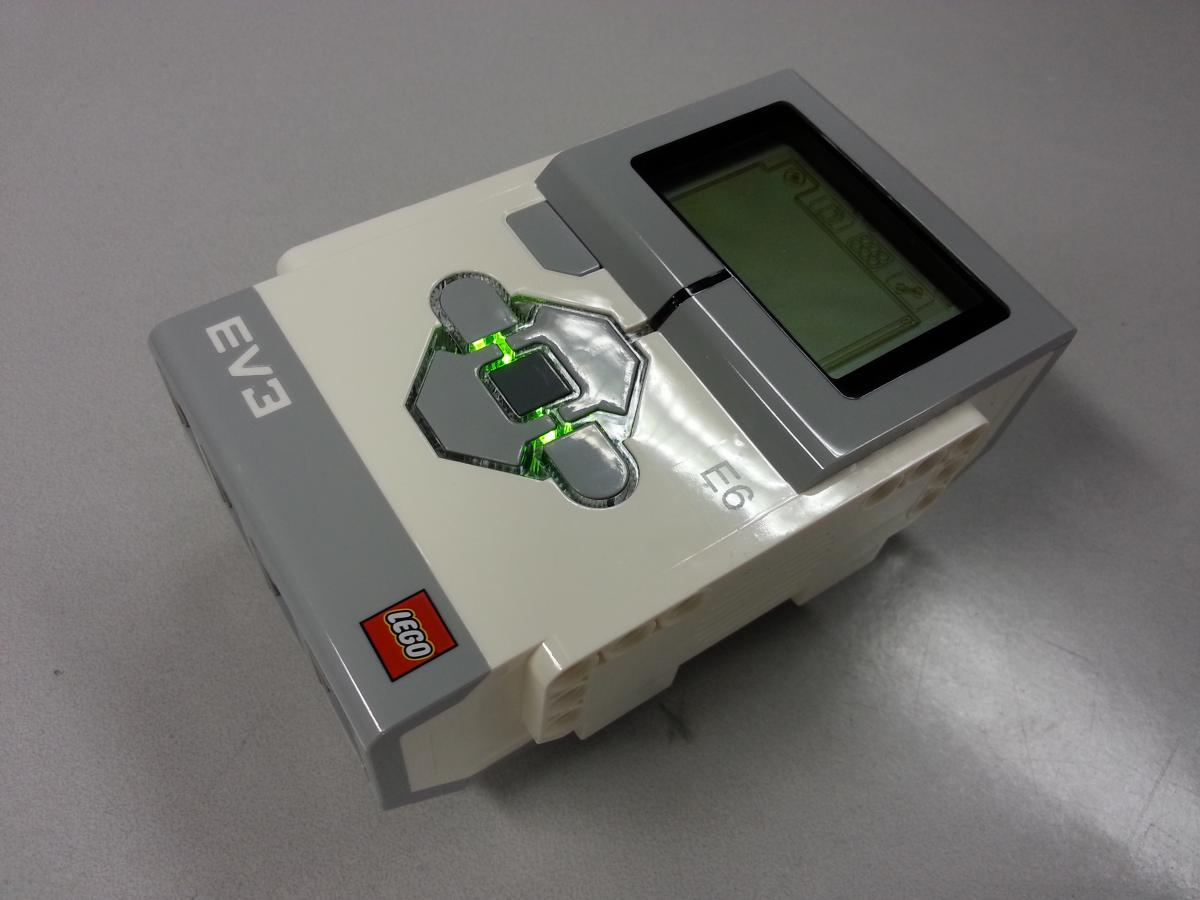
آجر طوفان های لگو EV3

طوفان های ذهنی لگو EV3 سومین محصول طوفان های ذهنی لگو است. EV3 توسعه بیشتر NXT است.   این سیستم در تاریخ 1 سپتامبر 2013 منتشر شد. مجموعه طوفان های ذهنی لگو EV3 شامل موتورها (2 سروو موتور بزرگ و 1 موتور سروو متوسط) ، سنسورها (2 سنسور لمسی ، سنسور اولتراسونیک ، سنسور رنگ ، سنسور مادون قرمز و سنسور ژیروسکوپی جدید) ، آجر قابل برنامه ریزی EV3 ، 550+ لگو فنی عناصر و یک کنترل از راه دور (چراغ فروسرخ ، که فقط در حالت خانه / جزئی است). EV3 توسط دستگاه های هوشمند قابل کنترل است. این می تواند یک سیستم عامل جایگزین را از طریق کارت microSD بوت کند ، که امکان اجرای ev3dev ، یک س یستم عامل مبتنی بر دبیان را فراهم می کند.

## لگو آموزش سنبله نخست
اسپایک پرایم در آوریل 2019 اعلام شد.  در حالی که بخشی از خط تولید طوفان های ذهنی نیست ، مجموعه اصلی شامل سه موتور (1 بزرگ 2 متوسط) و سنسورهای فاصله ، نیرو و رنگ  یک آجر کنترل کننده بر اساس میکروکنترلر STM32F413  و 520+ عناصر لگو فنی است. .

## مخترع ربات طوفان های ذهنی لگو
مخترع ربات طوفان های ذهنی لگو در ژوئن سال 2020 معرفی شد  و در اواخر پاییز منتشر شد. دارای 4 موتور متوسط از سنبله نخست ، 2 سنسور (سنسور فاصله و سنسور رنگ / نور) نیز از سنبله نخست ، یک توپی سنبله نخست با ژیروسکوپ 6 محوره ، یک شتاب سنج و پشتیبانی از کنترل کننده ها و کنترل تلفن. همچنین دارای 902+ عنصر لگو تکنیک است

## در آموزش استفاده کنید

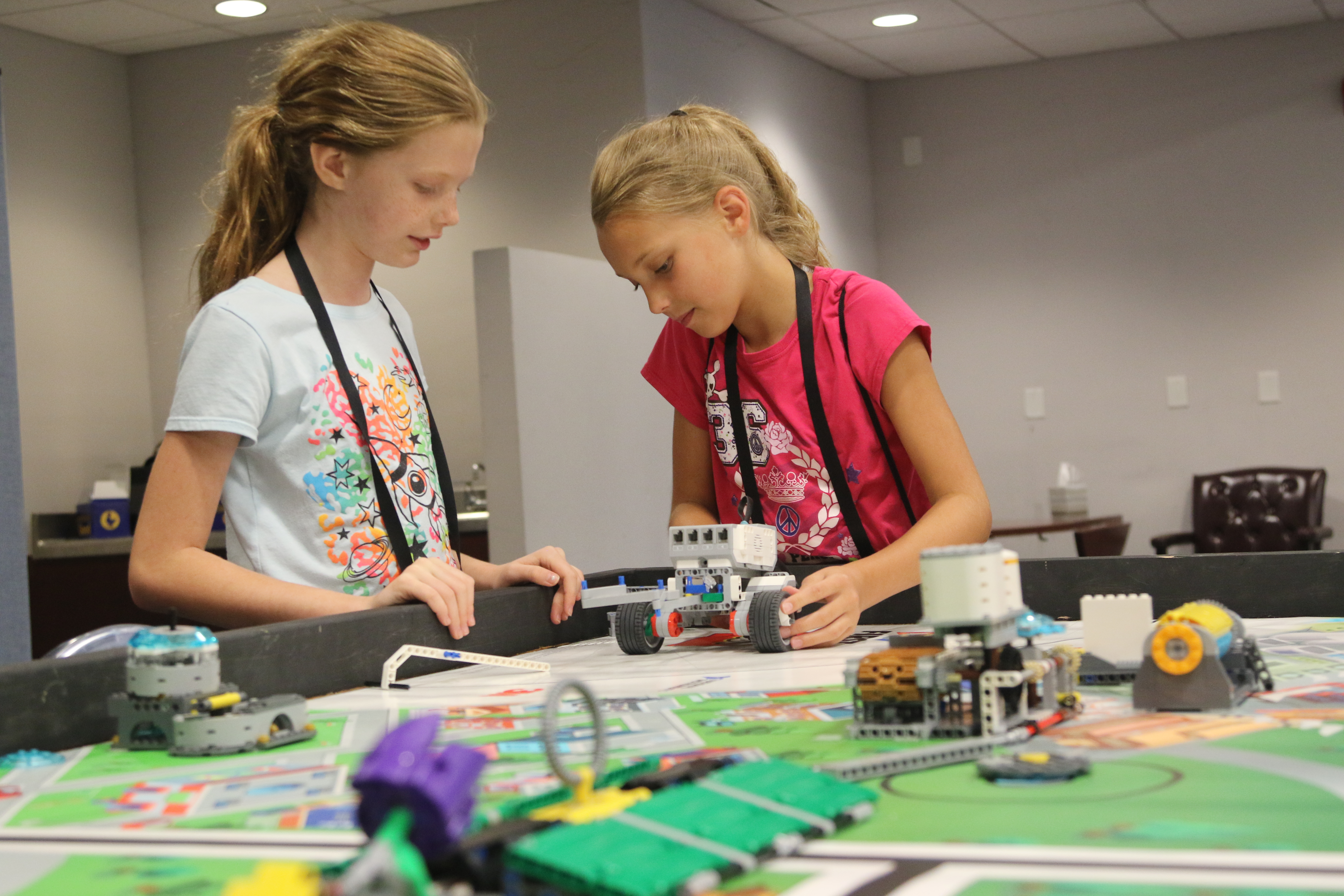
مسابقات رباتیک کودکان. 2018

کیت های طوفان های ذهنی نیز از طریق همکاری لگو و آزمایشگاه رسانه ای MIT به فروش می رسند و به عنوان ابزاری آموزشی مورد استفاده قرار می گیرند.   نسخه آموزشی محصولات طوفان ذهن برای مدرسه یا آموزش طوفان های ذهنی نامیده می شود و نسخه های بعدی همراه با نرم‌افزار برنامه نویسی مبتنی بر آزمایشگاه روبات GUI است که در دانشگاه تافتس  با استفاده از سازمان های ملی آزمایشگاه VIEW به عنوان موتور توسعه یافته است. علاوه بر این ، نرم‌افزار ارسال شده می تواند با سیستم عامل شخص ثالث و / یا زبان های برنامه نویسی جایگزین شود ، از جمله محبوب ترین آنها که توسط متخصصان صنعت سیستم های جاسازی شده استفاده می شود ، مانند جاوا و C. یکی از تفاوت های سری آموزشی ، معروف به "مجموعه چالش" و سری مصرف کننده ، معروف به "مجموعه مخترع" این است که شامل یک حسگر لمسی دیگر و چندین گزینه دنده دیگر است. با این وجود ، چندین ایستادگی دیگر نیز در بین این دو نسخه وجود دارد که ممکن است یکی آنها را تشخیص ندهد ، مگر اینکه یک تحقیق همزمان با آنچه ارائه می دهد انجام دهید. نسخه فروخته شده از طریق آموزش لگو برای سطح عمیق تری از یادگیری یا تدریس طراحی شده است که اغلب در محیط کلاس یا مدرسه اتفاق می افتد. نسخه آموزش لگو با پشتیبانی به نام معلم ربات ارائه می شود. این شامل 48 آموزش برای یادگیری زبان آموز در اصول برنامه نویسی به مفاهیم پیچیده و پیچیده تری مانند ثبت اطلاعات است. این منبع برای پشتیبانی از زبان آموز و / یا مربی در نسخه خرده فروشی طوفان های ذهنی موجود نیست. همیشه بهتر است با یک مشاور آموزش لگو ارتباط برقرار کنید تا از تفاوت های دیگر جویا شوید زیرا چندین تفاوت دیگر وجود دارد. نسخه خرده فروشی برای استفاده بیشتر در خانه / اسباب بازی در مقابل مدل مربی طراحی شده است تا از یادگیری عمیق تر با منابع و قطعات اضافی برای این کار پشتیبانی کند. به همین دلیل اموزش ذهنیت لگو دارای حسگرها و قطعات بیشتری نسبت به نسخه خرده فروشی است.

## انجمن
جامعه متشکل از متخصصان و علاقه‌مندان در هر سنی وجود دارند که در به اشتراک گذاری طرح ها ، تکنیک های برنامه نویسی ، ایجاد نرم‌افزار و سخت افزار شخص ثالث و مشارکت در ایده های دیگر مرتبط با طوفان های ذهنی لگو مشارکت دارند. سیستم / وب سایت طوفان های ذهنی لگو مانند یک ویکی سازمان یافته است ، و از توانایی های خلاقانه و تلاش های مشترک شرکت کنندگان بهره می برد. بازی لگو نیز تشویق می کند به اشتراک گذاری و مشابه با ساخت کد نرم‌افزار های موجود برای دانلود و برگزاری مسابقات و رویدادهای مختلف.

## استناد
1. ↑  "Lego Mindstorms: A History of Educational Robots". Hack Education. 2015-04-10. Retrieved 2017-12-15.
2. ↑  "To Mindstorms and Beyond: Evolution of a Construction Kit for Magical Machines" (PDF). MIT Media Laboratory. Retrieved 2017-12-15.
3. ↑  Askildsen, Tormod (4 December 2018). "LEGO Mindstorms reflections – What happened before the announcement in January 1998". lan.Lego.com. The LEGO Group. Retrieved 26 March 2019. In 1995, (...) I got permission to set up a new function we called "Home Learning" in LEGO Dacta. (...) Parallel to this, the MIT Media Lab who had been working closely with LEGO Dacta for several years, worked on a concept they called the "intelligent LEGO brick". They were playing around with a number of pretty cool prototypes. For me to get a much deeper understanding of how kids wanted to learn about new things, we organized numerous focus group discussions across the US. Listening to the kids. Key findings pointed us in the direction of fun, even "hard fun", making things and "something with technology".These findings resonated very well with our friends at the Media Lab and at some point during 1996 it was decided to put the "intelligent LEGO brick" at the center of the Home Learning project.
4. ↑  Oliver, David; Roos, Johnathan (2003). "Dealing with the unexpected: Critical incidents in the LEGO Mindstorms team". Human Relations. 56 (9): 1057–1082. doi:10.1177/0018726703569002. Retrieved 26 March 2019.
5. ↑  Askildsen, Tormod (4 December 2018). "LEGO Mindstorms reflections – What happened before the announcement in January 1998". lan.Lego.com. The LEGO Group. Retrieved 26 March 2019. Our initial plan was to launch the product in late 1997 (...) But, a few critical incidents delayed us.
6. ↑  "ROBOTICS DISCOVERY SET - INFO FOR HACKERS". 10 February 2001. Archived from the original on 10 February 2001.
7. ↑  Kekoa Proudfoot (1999). "RCX Internals". mralligator.com. Retrieved 14 December 2018.
8. ↑  "DSC03489.jpg". flickr.com. Retrieved 4 April 2018.
9. ↑  "What's NXT? LEGO Group Unveils LEGO MINDSTORMS NXT Robotics Toolset at Consumer Electronics Show". Press Release. LAS VEGAS: LEGO Company. 4 January 1986. Archived from the original on 2009-07-08. Retrieved 3 December 2008.
10. ↑  "Lego Robotics FAQ". 2009. Archived from the original on 2010-08-08. Retrieved 2 March 2010.
11. ↑  EV3-Overview
12. ↑  Crook, Jordan. "LEGO Mindstorms EV3: The Better, Faster, Stronger Generation of Robotic Programming". TechCrunch. Retrieved 2015-05-22.
13. ↑  https://www.lego.com/en-us/aboutus/news/2019/august/lego-education-spike-prime-a-new-hands-on-learning-approach-for-classrooms-announced-today/
14. ↑  https://www.lego.com/en-us/product/lego-education-spike-prime-set-45678
15. ↑  https://github.com/gpdaniels/spike-prime#lego-hub-hardware
16. ↑  https://www.lego.com/en-us/aboutus/news/2020/june/lego-mindstorms-robot-inventor/
17. ↑  "The MIT Programmable Brick". Epistemology and Learning Group. Massachusetts Institute of Technology. 13 February 1998. Archived from the original on 2005-10-25. Retrieved 1 October 2013.
18. ↑  "Programmable Bricks". Projects. MIT Media Lab. Archived from the original on 2013-10-21. Retrieved 2008-12-03.
19. ↑  Erwin, Ben; Cyr, Martha; Rogers, Chris (2000). "LEGO Engineer and RoboLab: Teaching Engineering with LabVIEW from Kindergarten to Graduate School" (PDF). International Journal of Engineering Education. 16 (3): 181–192. Archived from the original (PDF) on 23 September 2013. Retrieved 25 January 2021. For the past 6 years, faculty members at Tufts University have developed two different software packages between LabVIEW and Lego data acquisition systems. These packages allow us to teach engineering with both Lego bricks and LabVIEW to students from 5 to 50 years old. The versatility of the hardware and software allow a wide variety of possibilities in what students can build and program. From robots and remote sensing devices to kinetic sculptures. As students design and build their projects, they are motivated to learn the math and science they need to optimise their project. Both college students and kindergartners respond to this motivator. In the paper, we explain how we designed software to complement these projects in allowing automation and animation. The software uses LabVIEW, extending its capabilities to kindergartners and Lego bricks. Finally, we will show how we have used LabVIEW and Lego data acquisition to teach elementary school science, freshman engineering, instrumentation and experimentation, and how college seniors and graduate students have used both the hardware and software to solve various data acquisition problems